# Crossfire (canción de Brandon Flowers)
«Crossfire» es el primer sencillo en solitario de Brandon Flowers, cantante y líder de The Killers. Compuesto por el propio Flowers, y producido por Brendan O'Brien, es el primer sencillo de su álbum debut, Flamingo.

## Video musical
Un video para el sencillo fue estrenado el 8 de julio de 2010. Dirigido por Nash Edgerton, se lo ve a Flowers en mal estado, quien es capturado por unos ninjas, hasta que aparece la actriz Charlize Theron interviniendo para rescatarlo.

## Lista de canciones
iTunes download
1. "Crossfire" – 4:17

Promo CD
1. "Crossfire" (radio version) – 3:59
2. "Crossfire" (álbum version) – 4:17
3. "Crossfire" (instrumental) – 4:17

10" picture disc
1. "Crossfire" – 4:17
2. "On the Floor 2.0" – 3:10

Promo CD (Remixes)
1. "Crossfire" (radio edit) – 3:59
2. "Crossfire" (versión del álbum) – 4:17
3. "Crossfire" (instrumental) – 4:17
4. "Crossfire" (David Morales Radio Edit) – 4:03
5. "Crossfire" (David Morales Club Mix) – 8:01
6. "Crossfire" (David Morales DubMix) – 8:21
7. "Crossfire" (PVH Import Radio Edit) – 3:56
8. "Crossfire" (PVH Import Remix) – 7:12
9. "Crossfire" (PVH Import Dub Mix) – 6:16
10. "Crossfire" (Chew Fu Club Remix) – 6:50
11. "Crossfire" (Loose Cannons Rinse Your Body Down Mix) – 7:31

## Posicionamiento en listas y certificaciones
| Listas (2010)                               | Mejor posición |
| ------------------------------------------- | -------------- |
| Alemania ((Media Control AG)                | 34             |
| Australia (ARIA)                            | 46             |
| Austria (Ö3 Austria Top 40)                 | 52             |
| Bélgica (Flandes) (Ultratip Bubbling Under) | 3              |
| Bélgica (Valonia) (Ultratip Bubbling Under) | 49             |
| Canadá (Canadian Hot 100)                   | 70             |
| Dinamarca (Tracklisten)                     | 40             |
| Escocia (Scottish Singles Sales Chart)      | 5              |
| Estados Unidos (Bubbling Under Hot 100)     | 3              |
| Estados Unidos (Adult Top 40)               | 22             |
| Estados Unidos (Alternative Songs)          | 6              |
| Estados Unidos (Hot Dance Club Songs)       | 5              |
| Estados Unidos (Rock Songs)                 | 11             |
| Estados Unidos (Adult Alternative Songs)    | 5              |
| European Hot 100                            | 23             |
| Irlanda (IRMA)                              | 4              |
| Israel (Media Forest)                       | 8              |
| Japón (Japan Hot 100)                       | 64             |
| México (Mexico Ingles Airplay)              | 17             |
| Nueva Zelanda (Recorded Music NZ)           | 22             |
| Países Bajos (Dutch Top 40)                 | 19             |
| Polonia (Polish Airplay New)                | 5              |
| Reino Unido (UK Singles Chart)              | 8              |
| Suiza (Schweizer Hitparade)                 | 35             |

| País           | Lista (2010)      | Posición |
| -------------- | ----------------- | -------- |
| Estados Unidos | Alternative Songs | 31       |
| Estados Unidos | Hot Rock Songs    | 39       |

### Certificaciones
| País        | Organismo certificador | Certificación | Ventas  | Ref.   |
| ----------- | ---------------------- | ------------- | ------- | ------ |
| Reino Unido | BPI                    | Plata         | 200 000 | [ 28 ] |